# Herceghalom
Herceghalom ist eine ungarische Gemeinde im Kreis Budakeszi im Komitat Pest.

## Geografische Lage
Herceghalom liegt am westlichen Rand des Komitats Pest, 26 Kilometer westlich von Budapest. Nachbargemeinden sind Zsámbék, Páty, Biatorbágy, Etyek und Mány.

## Geschichte
Herceghalom war bereits in der Bronzezeit besiedelt. Mitte des 17. Jahrhunderts gelangte es in den Besitz der Adelsfamilie Sándor, dessen Vertreter Móric Sándor um 1877 hier eines der fortschrittlichsten Landgüter Ungarns besaß. Am 1. Dezember 1916 ereignete sich der Eisenbahnunfall von Herceghalom, bei dem 69 Menschen starben. 1990 löste sich Herceghalom als eigenständige Gemeinde von Biatorbágy los.

## Einwohner
Im Jahr 2023 lebten in Herceghalom 2.790 Personen. Bei der Volkszählung 2021 gaben 88,3 % an Magyaren zu sein. Danach folgen als größte Minderheit Deutsche mit 1,9 %. Gleichzeitig waren 24,4 % römisch-katholisch, 10,2 % reformiert und 1,5 % evangelisch. 19,3 % bezeichneten sich als Atheisten, 41,1 % machten keine Angabe.

## Sehenswürdigkeiten
- Trianon-Denkmal, errichtet 2014
- Denkmal des Volksaufstand von 1956

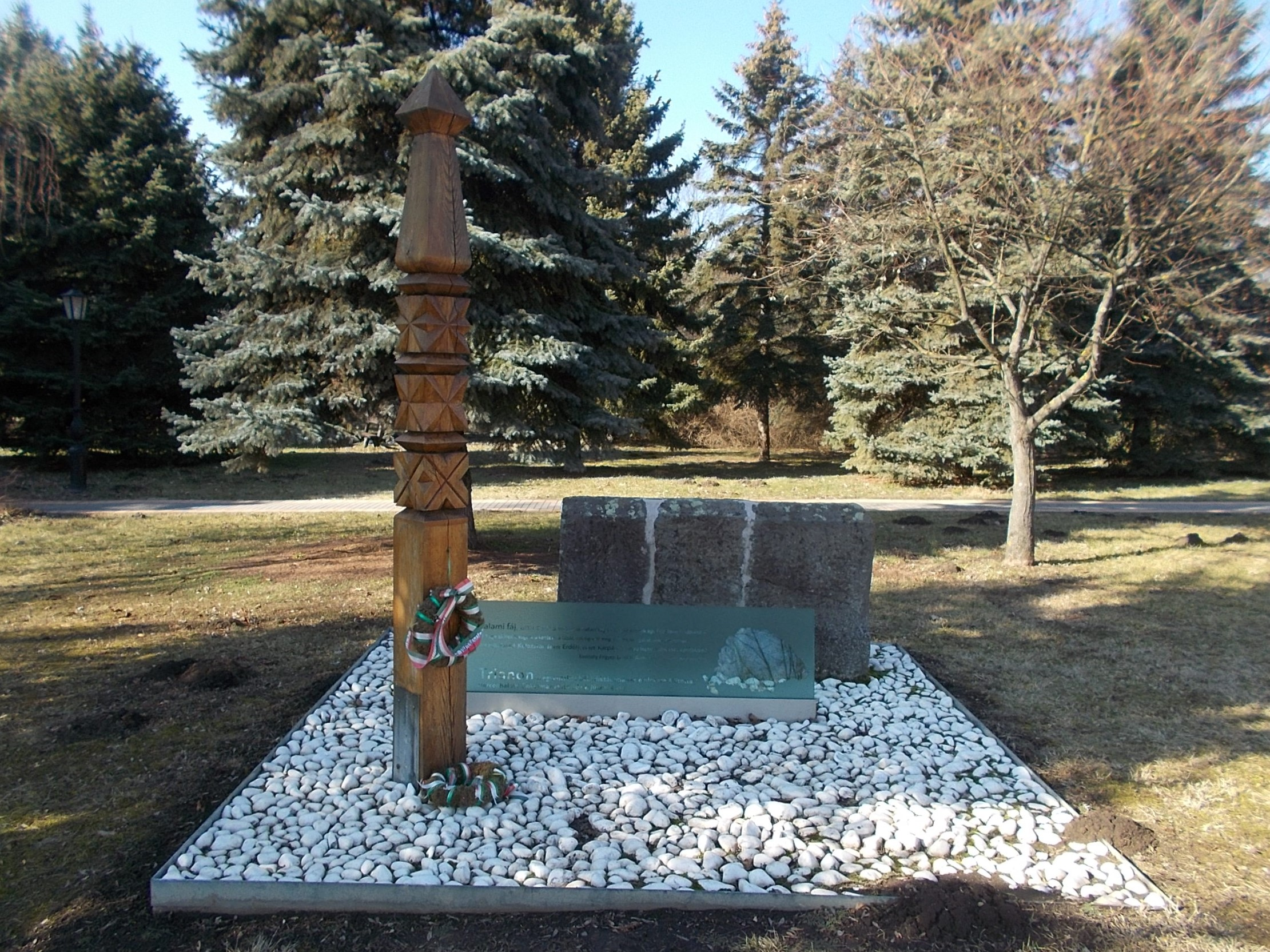
Trianon-Denkmal
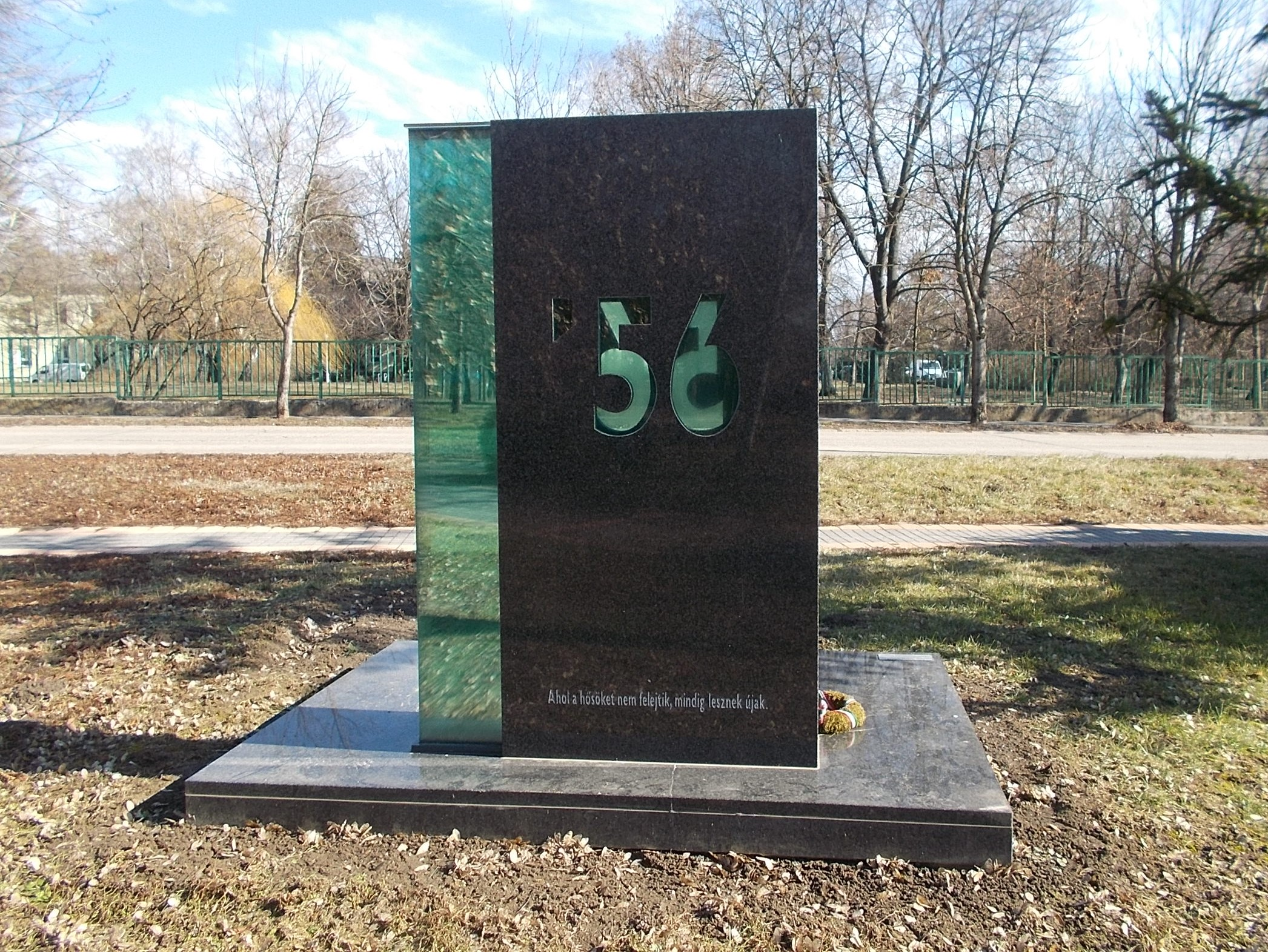
Denkmal des Volksaufstands

## Gemeindepartnerschaften
Herceghalom unterhält Partnerschaften zu folgenden Gemeinden:
- Mehrstetten, Baden-Württemberg, Deutschland (seit 1994)
- Djula (ungarisch Szőlősgyula), Oblast Transkarpatien, Ukraine (seit 2015)

## Verkehr
Durch Herceghalom verläuft die Hauptstraße Nr. 1 und unweit die Autobahn M1.